# Orca (software)
O Orca é uma tecnologia assistiva livre, de código aberto, flexível, extensível e poderosa para pessoas com deficiência visual. Usando várias combinações da síntese de fala, do braille, e da ampliação, Orca fornece ajuda para o acesso às aplicações e aos "toolkits" que suportam o AT-SPI (por exemplo, o desktop GNOME). O desenvolvimento do Orca foi conduzido pelo Escritório do Programa de Acessibilidade da Sun Microsystems, Inc., com contribuições de muitos membros da comunidade. 
A lista completa do trabalho a fazer, incluindo erros e pedidos de melhorias, junto com problemas conhecidos em outros componentes, é mantida no Bugzilla.

## Download/Instalação
A partir da versão GNOME 2.16, O Orca é uma parte integrante da plataforma de GNOME. Em conseqüência, O Orca já é fornecido como padrão em várias distribuições de sistemas operacionais, incluindo o Open Solaris e Ubuntu. 

## Configuração/Uso
O comando para executar o orca é orca. Você pode entrar este comando pressionando Alt+F2 quando estiver logado, esperar um segundo ou dois, e então digitar orca e pressionar a tecla de retorno. Orca está projetado apresentar a informação enquanto você navega pelo "desktop" usando os mecanismos internos de navegação do GNOME. Estes mecanismos de navegação são consistentes através da maioria das aplicações de "desktop". 
Você pode às vezes querer controlar o próprio Orca, tal como ativar a interface de configuração do Orca (o que pode ser feito pressionando Insert+Space quando o Orca estiver funcionando). Consulte os comandos de teclado do Orca para mais informação sobre os comandos específicos do teclado do Orca. A interface gráfica de configuração do Orca inclui também uma aba “Key Bindings” que permite que você obtenha uma lista completa dos “Key Bindings” do Orca. 

## Aplicações Acessíveis
O Orca é projetado para trabalhar com aplicações e "toolkits" que suportam a interface provedora de serviço em tecnologia assistiva (AT-SPI). Isso inclui o GNOME Desktop e suas aplicações, OpenOffice, Firefox, e a plataforma Java. Algumas aplicações trabalham melhor do que outras, entretanto, a comunidade Orca trabalha continuamente para fornecer o acesso a um número cada vez maior de aplicações. 
Tem também informações a respeito de várias aplicações que podem ser acessadas com o Orca assim com dicas e truques para utilizá-los. A lista não é uma lista completa de todas as aplicações. Ao invés, o objetivo é fornecer um repositório dentro do qual os usuários possam compartilhar suas experiências a respeito das aplicações que testaram. 